# كرمنه
كَرْمِينِيَةُ مدينة ومركز مقاطعة كرمينية في ولاية نوا في أزبكستان. والنسبة إليها كرمينيٌّ وكرمانيّ، والأولى أكثر شهرة عند أهل بخارى.